# Presto (böngészőmotor)
A Presto az Opera Software által fejlesztett Opera böngésző motorja volt, ennek segítségével jelenítette meg a weblapokat a szoftver. Több bétaverzió után az első publikus változata 2003 januárjában az Opera 7-ben jelent meg, fejlesztését már leállították.
A Presto az Opera 3.5–6.1 verzióiban használt Elektra motort cserélte le, mivel a Presto dinamikus – vagyis a megjelenített lapok vagy annak részei a DOM és egyéb szkript események hatására újrarajzolódnak.
A motor újabb változatai több javítást és optimizációt tartalmaztak, például az eredetileg lassú ECMAScript motor 2012-re a leggyorsabb lett az akkor modern böngészők között.
A cég 2013. február 13-án bejelentette, hogy az Opera böngészőszoftver következő verziói már nem a saját fejlesztésű Presto motorra épülnek majd, hanem 2013 során fokozatosan, először az Android és iOS platformokra portolt verziókkal áttérnek a WebKit-re, amely Chromium-projektként Google-közeli. Mivel maga a rendermotor és a böngésző két külön egység, ezért akkor még nem lehetett tudni pontosan, hogy a WebKitre való átállás mennyiben érinti majd az Opera megszokott grafikus felületét és egyedi funkciógazdagságát. A hír azonban e bizonytalanság ellenére már akkor tiltakozást váltott ki az Operát kedvelő felhasználókból, akik a Presto támogatásának felfüggesztésétől tartva, petíciójukban annak nyílt forráskódú projektként való életben tartását követelték.

## Története és fejlesztés
| Presto verzió | ECMAScript motor | Böngésző kódneve | Opera       | Opera Mobile      | Egyéb használata       | Új funkciók |
| ------------- | ---------------- | ---------------- | ----------- | ----------------- | ---------------------- | --- |
| pre Presto    | nincs            | névtelen         | 3.5         |                   |                        | N/A |
| pre Presto    | Linear A         | Electra/névtelen | 4.0         |                   |                        | N/A |
| 1.0           | Linear B         | névtelen         | 7.0         |                   |                        | a completely new rendering engine, Favicon support |
| 1.0           | Linear B         | névtelen         | 8.5         |                   |                        | "Bolton" version: 1st completely free download version (ad-free toolbar) |
| 2.0           | Linear B         | Merlin           | 9.0         |                   | Internet Channel       | Canvas, Acid2 Test: passed, Rich text editing, XSLT and XPath |
| 2.1           | Futhark          | Kestrel          | 9.5         | 9.5               | Nintendo DSi Browser   | SVG Tiny 1.2, SVG as CSS, SVG as <img>, Audio object |
| 2.1.1         | Futhark          | Kestrel          | 9.6         |                   |                        | Scope API, SVG as Favicon |
| 2.2           | Futhark          | Peregrine        |             | 9.7               |                        | |
| 2.2.15        | Futhark          | Peregrine        | 10.0 10.1   | 9.8               |                        | Acid3 test: 100/100, pixel-perfect, Web fonts, CSS Selectors API, RGBA & HSLA opacity, TLS 1.2., FPS in SVG, SVG fonts in HTML                                                  |
| 2.3           | Futhark          | Peregrine        |             |                   | Opera Devices SDK 10   | CSS3 : border-image, border-radius (rounded corners), box-shadow, transitions; HTML5: <audio> and <video> elements                                                              |
| 2.4           | Futhark          | Peregrine        |             | 10                |                        | CSS2.1: visibility:collapse; CSS3 : transforms; HTML5: <canvas> shadows, Web Database, Web Storage, window.btoa and window.atob                                                 |
| 2.5.24        | Carakan          | Evenes           | 10.5        | 10.1              | Opera Mini server      | CSS3: multiple backgrounds; HTML5: <canvas> Text |
| 2.6.30        | Carakan          | Evenes           | 10.6        |                   |                        | WebM; HTML5: AppCache, Geolocation, Web Workers |
| 2.7.62        | Carakan          | Kjevik           | 11.0        | 11.0              |                        | Extensions, WebSocket |
| 2.8.131       | Carakan          | Barracuda        | 11.1        | 11.1              | Opera Mini server 4.27 | WebP, File API, CSS3 gradients (only for the background and background-image properties): -o-linear-gradient(), -o-repeating-linear-gradient(); Support for <color-stop> added. |
| 2.9.168       | Carakan          | Swordfish        | 11.5        |                   |                        | Session history management, classList (DOMTokenList) |
| 2.9.201       | Carakan          |                  |             | 11.50 for Android |                        | ECMAScript strict mode |
| 2.10.229      | Carakan          | Tunny            | 11.6        | 11.6              |                        | HTML5 Parser, full support to CSS Gradients, Typed Arrays, CSS unit "rem" |
| 2.10.254      | Carakan          | Wahoo            |             | 12.0              |                        | WebGL and Hardware Acceleration |
| 2.10.289      | Carakan          | Wahoo            | 12.0        |                   |                        | WebGL and Hardware Acceleration |
| 2.11.355      | Carakan          | Marlin           |             | 12.1 for Android  |                        | SPDY, CSS3 Flexbox |
| 2.12.388      | Carakan          | Marlin           | 12.10–12.18 |                   |                        | SPDY, CSS3 Flexbox |

## Presto alapú alkalmazások

### Webböngészők
- Opera
  - Opera 7 - 12
  - Opera Mobile 9.5 - 12
  - Opera Mini
- Nintendo
  - Nintendo DS böngészője (Opera alapú)[14]
  - Nintendo DSi böngészője (Opera alapú)[15]
  - Wii Internet Channel (Opera alapú)[16]
- Egyéb
  - Nokia 770 böngészője (Opera alapú)
  - Sony Mylo böngészője (Opera alapú) COM-1's Browser (based on Opera)[17]

### HTML szerkesztők
- Macromedia Dreamweaver MX - Dreamweaver CS3 (CS4/CS5 már WebKitet használ)
- Adobe Creative Suite 2[18]
- Adobe Creative Suite 3[19]
- Virtual Mechanics SiteSpinner Pro[20]

## Kulturális megjegyzések
Az Opera által használt ECMAScript motorok nevei az ősi és a hagyományos írás, beleértve a görög Lineáris A és Lineáris B, Runic Futhark és a jávai Carakan-ból erednek.

## Külső hivatkozások
- Hivatalos sajtóbejelentés
- Petíció a Change.org-on
- A Presto által támogatott szabványok